# Agyneta bermudensis
Espèce
Synonymes
- Bathyphantes bermudensis Strand, 1906
- Meioneta bermudensis (Strand, 1906)

Agyneta bermudensis est une espèce d'araignées aranéomorphes de la famille des Linyphiidae.

## Distribution
Cette espèce est endémique des Bermudes.

## Publication originale
- Strand, 1906 : Banks, Nathan, 832, 833 & 834. Zoologisches Zentralblatt, vol. 13, p. 784-785 (texte intégral).